# Hyosun
La reine Hyosun (효순왕후 조씨 ; 8 janvier 1716 - 30 décembre 1751) ou Hyo Sun Hyōn Bin, du clan Pungyang Jo, est une princesse héritière de la Période Joseon. Épouse du prince héritier Hyojang, décédé un an après le mariage. De son vivant, elle n'a jamais été connue avec le titre de reine. Hyosun et son mari ont été nommés à titre posthume les parents adoptifs du futur roi Jeongjo en 1764, dans le but d'éloigner le garçon des crimes de son père biologique, le prince héritier Sado. Elle a été appelée à titre posthume Hyosun, l'impératrice lumineuse (효순소황후, 孝純昭皇后).

## Biographie
Née le 8 janvier 1716, Hyosun est la fille de Jo Mun-myeong, un fonctionnaire du gouvernement aligné sur la faction politique coréenne Soron, et de sa seconde épouse, qui appartenait au clan Jeonju Yi, la maison royale de Joseon. Elle épouse le prince héritier Hyojang en 1727 alors qu'elle n'a que 9 ans et à cette occasion son beau-père, le roi Yeongjo, lui offre un livre d'instructions qu'il a lui-même écrit.
Le mari de Hyosun meurt d'une maladie inconnue en 1728 alors qu'elle n'a que 12 ans. Elle reçoit finalement le titre Hyeonbin (Hyo Sun Hyōn Bin) ou Princesse consort royale Hyeon (Hangul : 현빈 조씨, Hanja : 賢嬪 趙氏) en 1735. Elle reste dans le palais et développe une bonne relation avec l'épouse du nouveau prince héritier, dame Hyegyeong. On dit aussi que le roi Yeongjo a favorisé et vu Hyosun comme une autre fille tout comme la princesse Hwapyeong.
Hyosun meurt à l'hiver 1751. Le roi Yeongjo aurait été profondément attristé par sa mort et aurait dirigé les rites de deuil. La construction de son tombeau fait l'objet d'un cérémonial prévu par les conseillers. Ainsi, de son vivant, elle n'a jamais arboré le titre de reine.

## Titres posthumes
Hyosun a d'abord reçu le titre posthume d'épouse Hyosun Hyeon (Hangul : 효순현빈) et été vénéré dans le même temple que son mari décédé. Son beau-frère, le prince héritier Sado, a été tué en 1762, et Yeongjo a publié un décret faisant de Hyosun et Hyojang les parents adoptifs du fils aîné de Sado, dans une démarche considérée comme une tentative de préserver la légitimité du garçon en tant qu'héritier. À la succession du roi Jeongjo, Hyosun reçut ainsi le titre posthume de reine Hyosun (Hangul : 효순왕후).
La reine Hyosun a reçu le titre de Hyosun, l'impératrice lumineuse (Hangul : 효순소황후) en 1908 lorsque l'empereur Sunjong a succédé au trône.

## Famille
- Arrière-arrière-arrière-arrière-grand-père 
  - Jo Gi (조기, 趙磯)
- Arrière-arrière-arrière-grand-père 
  - Jo Hui-bo (조희보, 趙希輔)
- Arrière-arrière-grand-père
  - Jo Hyeong (조형, 趙珩) (1606 - 1679)
    - Arrière-arrière-grand-père adoptif: Jo Min (조민, 趙珉); frère aîné de Jo Hyeong
- Arrière-arrière-grand-mère
  - Lady Mok of the Sacheon Mok clan (사천 목씨, 泗川 睦氏)
- Arrière-grand-père 
  - Jo Sang-jeong (조상정, 趙相鼎)
- Arrière-grand-mère 
  - Lady Hong du clan Namyang Hong (남양 홍씨)
- Grand-père
  - Jo In-su (조인수,  趙仁壽) (1648–1692); premier ministre
- Grand-mère
  - Lady Kim du clan Gwangsan Kim (증 정경부인 광산 김씨, 贈 貞敬夫人 光山 金氏) (1649–1722)
- Père
  - Jo Mun-myeong (1680–1732) (조문명, 趙景命)
    - Oncle: Jo Gyeong-myeong (조경명, 趙景命) (1674 - 1726)
      - Tante: Lady Kim of the Andong Kim clan (안동 김씨, 安東 金氏)

    - Oncle: Jo Yeong-myeong (조영명, 趙令命) (1674 - 1722)
      - Tante: Lady Sim of the Cheongseong Sim clan (청송 심씨, 靑松 沈氏)

    - Oncle: Jo Hyeon-myeong (조현명, 趙顯命) (1690 - 1752)
      - Tante: Lady Yun of the Chilwon Yun clan (증 정경부인 칠원 윤씨, 贈 貞敬夫人 漆原 尹氏)
      - Tante: Lady Kim of the Andong Kim clan (정경부인 안동 김씨, 貞敬夫人 安東 沈氏)
- Mère
  - Belle-mère: Princesse consort interne Hwawon du clan Andong Kim (화원부부인 안동 김씨, 花原府夫人 安東 金氏) (1681 - 1721)
    - grand-père par alliance: Kim Chang-eob (김창업, 金昌業) (1658 - 1722)[N 2],[N 3],[N 4]
    - Grand-mère non nommée; Kim Chang-eob’s concubine

  - Mère biologique: Princesse consort interne Wangheung du clan Jeonju Yi (? - 1734) (완흥부부인 전주 이씨, 完興府夫人 全州 李氏)
    - grand-père: Yi Sang-baek (이상백, 李相伯) (1648–1721); en généalogie 7e arrière-petit-fils (adopté) du prince Yangnyeong (biologiquement un 8e arrière-petit-fils de Jeongjong de Joseon)[12],[13]
    - Grand-mère: Lady Shin du clan Goryeong Shin (고령 신씨, 高靈 申氏)
- Fratrie
  - Demi-frère : Jo Jae-ho (조재호, 趙載浩) (1702 - 1762)
    - Belle-sœur par alliance: Lady Won du clan Wonju Won (원주 원씨, 原州 元氏)[N 5]

  - Demi-frère aîné: Jo Jae-yeon (조재연, 趙載淵) ou Jo Jae-hun (조재혼, 趙載混) (1709 - 1750)
    - Belle-sœur par alliance: Lady Seong du clan Changnyeong Seong (창녕 성씨, 昌寧 成氏)

  - frère aîné: Jo Jae-heung (조재홍, 趙載洪) (1713 - 1758)
    - Belle-sœur par alliance: Lady Yi du clan Deoksu Yi (덕수 이씨, 德水 李氏)

  - frère cadet: Jo Jae-bu (조재부, 趙載溥) ou Jo Si-bu (조시부, 趙時溥) (1720 - 1776)
    - Belle-sœur par alliance: Lady Jo du clan Changnyeong Jo (창녕 조씨, 昌寧 曺氏)

  - sœur cadette: Lady Jo du clan Pungyang Jo (조씨, 趙氏)
- Époux
  - Prince héritier Hyojang (15 février 1719 – 16 novembre 1728) (효장세자)
    - Beau-père: Roi Yeongjo de Joseon (영조대왕, 英祖大王) (31 octobre 1694 - 22 avril 1776)
    - Belle-mère: Reine consort Jeong du clan Hamseong Yi (정빈 함성 이씨, 靖嬪 咸成 李氏) (1694 - 1721 juin/novembre)
      - Belle-mère légale: Queen Jeongseong du clan Daegu Seo (정성왕후 서씨, 貞聖王后 徐氏) (12 janvier 1693 - 3 avril 1757)
- Fils
  - Fils adoptif: Jeongjo de Joseon (28 octobre 1752 – 18 août  1800)
    - Belel-fille adoptive: Reine Hyoui du clan Cheongpung Kim (효의선황후 김씨, 孝懿宣皇后 金氏) (5 janvier 1754 - 10 avril 1821)